# Флюгер (геральдика)
Флюгер — геральдична фігура, є яка по-різному використовується в гербі.

## Використання
Флюгер часто зображують на вежах, корабельних щоглах, церквах і подібних будівлях у вигляді невеликого вимпелу з однаковою або різною тинктурою. Напрямок вітру, який дме праворуч або ліворуч, обов'язково вказується в описі герба. Тут флюгер лише другорядна фігура. Геральдичний термін: bewindfahnet.
Інколи великий флюгер розташовується як основна фігура в гербі. Тут опис має бути сформульований настільки, щоб геральдист міг пояснити герб технічними термінами.
Флюгер може бути не тільки прапорцем, а й мати інший вигляд. Інколи опис герба базується на геральдичній тварині — півні. Інші геральдичні тварини також можливі, але рідко.

## Приклади

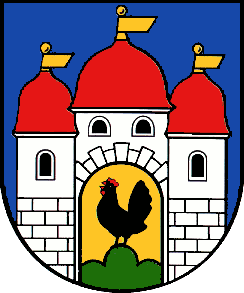
Флюгери на будівлі зліва - Шлойзінген
Срібний флюгер - Кірхгайм-бай-Мюнхен
Церковний шпиль у змінних кольорах - Кірхдорф-ін-Тіроль
Флюгер-півник - Юліц
Промовистий герб - Гандорф
Флюгер - Альбертслунн
Метеорологічний флюгер - (з анемометром)

## Веб-посилання
- Windfahne (Heraldik) в Heraldik-Wiki[de]